# Dormánd
Dormánd es un pueblo húngaro perteneciente al distrito de Füzesabony, condado de Heves.

## Superficie
Cuenta con una superficie de 20,06 km².

## Demografía
Hasta 2024 la población era de 925 habitantes, con una densidad de población de 46,11 hab/km².
| Gráfica de evolución demográfica de Dormánd entre 2020 y 2024 |
|                                                               |
| Datos según la Oficina Central de Estadística de Hungría.     |